# 뮤 (만화)
《뮤》(MW, ムウ)는 테즈카 오사무의 만화이다. 1976년 ~ 78년 《빅 코믹》에 연재되었다. 2009년 7월에는 영화화도 되었다.

## 영화
제목은《MW-뮤-》. 2009년 7월 4일 마루 노우치 루블 외 전국 도큐 계에서 공개.

### 캐치 카피
- 사는 것, 모든 길동무이다.
- 세계를 바꾸는 것은 파괴 하는가? 기도 하는가?

### 줄거리
16년 전, 오키노마후네 섬에서 개발중인 신경 가스 '뮤' 가 누출 도민의 대부분이 중독사 살아남은 주민들도 모조리 학살되는 사건이 발생했다. 하지만 그 속에서 살아남은 소년이 2명 있었다. 1명은 후 신부가 된 카쿠 다른 한 사람은 엘리트 은행원이 유우키이다.
유키는 국내외에서 살인을 거듭한다. 태국에서 납치 살인 사건 범인에 육박 한 형사 사와 키는 유키가 범인이라고 직감 붙지 만 그 꼬리를 좀처럼 잡을 수 없다. 범죄의 지원을 강요 당하고 있었다 이처럼 경찰에 밀고로 실패한다.
그런 가운데, 태국의 사건을 쫓는 가운데 16년 전 참사를 찾았 신문 기자 쿄코가 카쿠와 유키에게 문의하시기 바랍니다. 그 결과, 유키는 현존하는 뮤의 저장 위치를 알게된다.

### 캐스트
- 유키 미치오 : 타마키 히로시
- 카쿠 유타로 : 야마다 타카유키
- 미조하타 사토시 : 야마모토 유스케
- 타치바나 세이지 : 하야시 야스후미
- 와타나베 미카 : 야마시타 리오
- 야마시타 타카시 : 한카이 카즈아키
- 모치즈키 야스오 : 시나가와 토오루
- 마츠오 : 츠루미 신고
- 카와무라 부인 : 츠노가에 카즈에
- 오카자키 슌이치 : 나카무라 이쿠지
- 오카자키 아이코 : 코마츠 아야카
- 미타 : 카자마 토오루
- 마키노 쿄코 : 이시다 유리코
- 사와 유키 : 이시바시 료
- 리차드 사령관 : 데이비드 스타즈크
- 유키의 비서 은행원 : 카데나 레온
- 아나운서 : 후지이 타카 히코, 야마모토 마이코

## 드라마
제목은《MW-뮤-제0장 ~ 악마의 게임 ~》. 영화에서 열기 이야기 몇달 전에를 그리는 오리지날 스토리로, 2009년 6월 30일 닛폰 TV 계열에서 방영되었다.

### 캐스트
- 모리오카 다카시 : 사토 타케루
- 와타나베 유카리 : 타니무라 미츠키
- 사쿠라다 코스케 : 코이데 케이스케(우정 출연)
- 아라키 시게카즈 : 오오코우치 히로시
- 야마우치 토시카즈 : 코이치는 만타로
- 하라시마 형사 : 가와부치 요시카즈
- 타치바나 세이지 형사 : 하야시 야스후미
- 야기 노부야스 : 코스다 야스토
- 시마다 야스코 : 시바타 사야카
- 중산 국회의원 운전 기사 : 타나하시 낫츠
- 중산 국회의원 비서 : 요시이에 아키히토
- 음식점 점원 : 카노 치카
- 파견 근로자 : 사카이 켄타
- 공장주 : 나카하라 카즈히로
- 정장 여성 : 다나카 에미
- 유키 : 카나이 미키
- 히코 : 나카무라 사쿠야
- 츠바사: 아키모토 안도레
- 모토유키: 나카무라 켄타
- 히로시 : 미즈노 린타로
- 유카리의 삼촌 : 요시다 아사히
- 유카리의 이모 : 타케우치 아키코
- 다카시를 추적하는 남자 : 아베 유지
- 다카시 사진을 찍히는 여성 (오카자키 아이코) : 고마츠 아야카
- 뉴스 캐스터 : 후지이 타카히코, 야마모토 마이코
- 유키 미치오 : 타마키 히로시